# Дом семьи Спасских
Дом семьи Спасских — памятник архитектуры и истории местного значения в Нежине. 

## История
Приказом Министерства культуры и туризма от 21.10.2011 № 912/0/16-11 присвоен статус памятник архитектуры и истории местного значения с охранным № 5534-Чр под названием Дом семьи Спасских. Установлена информационная доска. 

## Описание
Дом построен в 1880-е годы. Принадлежал известной нежинской семье священника (протоиерея) и богослова Георгия Ивановича Спасского и его жене Юлии Николаевне. В 1884-1889 годы был священником Богородичной церкви Богоугодного заведения в Нежине, с 1889 года служил в Николаевском соборе, преподавал Закон Божий в учебных заведениях города. Во время еврейских погромов дал приют у себя в доме десяткам еврейских семей. Брали с женой на время обучения в городе детей с крестьянских бедных семей.
Детские годы жизни здесь провели их дети: Евгения Георгиевна Спасская — этнограф, Феодосий Георгиевич Спасский — историк и богослов, Иван Георгиевич Спасский (1904-1930 годы) — учёный-историк, ведущий специалист по русской нумизматике. 
Одноэтажный, кирпичный, 5-оконный, прямоугольный в плане, с деревянными верандами по обе стороны дома. Украшен орнаментальной кирпичной кладкой. Окна четырёхугольные с прямыми сандриками и ставнями. 
На фасаде дома установлены мемориальные доски семье Спасских и Ивану Георгиевичу Спасскому.